# Транзакционная NTFS
Транзакционная NTFS (TxF) — технология в Windows Vista и последующих операционных системах, позволяющая производить файловые операции на разделе с файловой системой NTFS при помощи транзакций, обеспечивая поддержку семантики атомарности, согласованности, изолированности и надёжности (ACID). Технология позволяет производить атомарные операции над файлом, над несколькими файлами и над несколькими источниками данных, такими, как реестр и базы данных. Технология призвана повышать надёжность создаваемых приложений, способствуя поддержанию целостности данных, и упрощать их разработку благодаря значительному уменьшению количества кода обработки ошибок.

## Менеджер транзакций
Менеджер транзакций ядра (KTM) реализует транзакционную NTFS и транзакционный реестр (TxR). Для разработки приложений, выполняющих транзакции с иными ресурсами, необходимо разработать сервис поддержки транзакций, также называемый менеджером ресурсов. Приложения COM+ должны использовать свой нативный менеджер транзакций.
Менеджер транзакций ядра может работать непосредственно с координатором распределённых транзакций (DTC), что даёт возможность приложениям, работающим с DTC, объединять транзакционные файловые операции с операциями других транзакционных технологий в одну транзакцию.

## Программный интерфейс
Типичное использование транзакционной NTFS состоит из следующих шагов:
- создание транзакции;
- получение дескриптора файла (все операции с использованием данного дескриптора будут транзакционными);
- внесение изменений в файл или файлы;
- закрытие всех файловых дескрипторов;
- подтверждение или откат транзакции.

Для операций, работающих с дескрипторами, используются обычные файловые функции Win32 API (например, WriteFile). Для операций, использующих имена файлов, имеются явные транзакционные функции.
| Транзакционная функция    | Нетранзакционный аналог | Описание                       |
| ------------------------- | ----------------------- | ------------------------------ |
| CreateTransaction         |                         | Создание транзакции            |
| CreateFileTransacted      | CreateFile              | Создание (открытие) файла      |
| CopyFileTransacted        | CopyFileEx              | Копирование файла              |
| MoveFileTransacted        | MoveFileWithProgress    | Перемещение файла или каталога |
| DeleteFileTransacted      | DeleteFile              | Удаление файла                 |
| CreateDirectoryTransacted | CreateDirectoryEx       | Создание каталога              |
| RemoveDirectoryTransacted | RemoveDirectory         | Удаление каталога              |
| RollbackTransaction       |                         | Откат транзакции               |
| CommitTransaction         |                         | Фиксация транзакции            |

Другим способом является использование TxF через DTC. Для этого необходимо:
- открыть менеджер транзакций (DTC), создать транзакцию;
- из интерфейса DTC ITransaction получить интерфейс IKernelTransaction;
- получить дескриптор транзакции KTM и использовать его в последующих транзакционных файловых операциях;
- подтвердить или откатить транзакцию DTC.

Однако Microsoft настоятельно не рекомендует разработчикам использовать TxF в приложениях и предупреждает, что технология может быть недоступна в будущих версиях Microsoft Windows.